# Casa dei Cavalieri di Rodi
La Casa dei Cavalieri di Rodi, a Roma, è un edificio sito nel Foro di Augusto, dal 1946 di nuovo in uso al Sovrano Militare Ordine di Malta, ai cui "progenitori", i Cavalieri di San Giovanni di Gerusalemme, apparteneva fin dal XIII secolo. È sede dell'ACISMOM.

## Storia

### Il monastero dei Basiliani

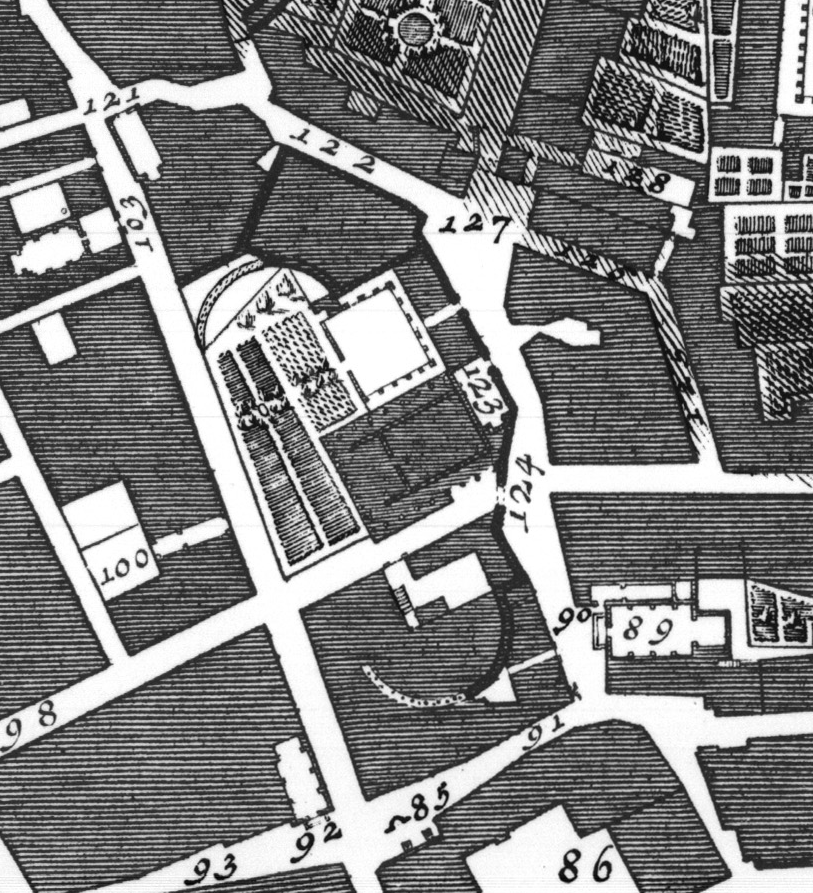
La Casa dei Cavalieri di Rodi e il convento delle domenicane sul sito del Foro di Augusto (Nolli, 1748)

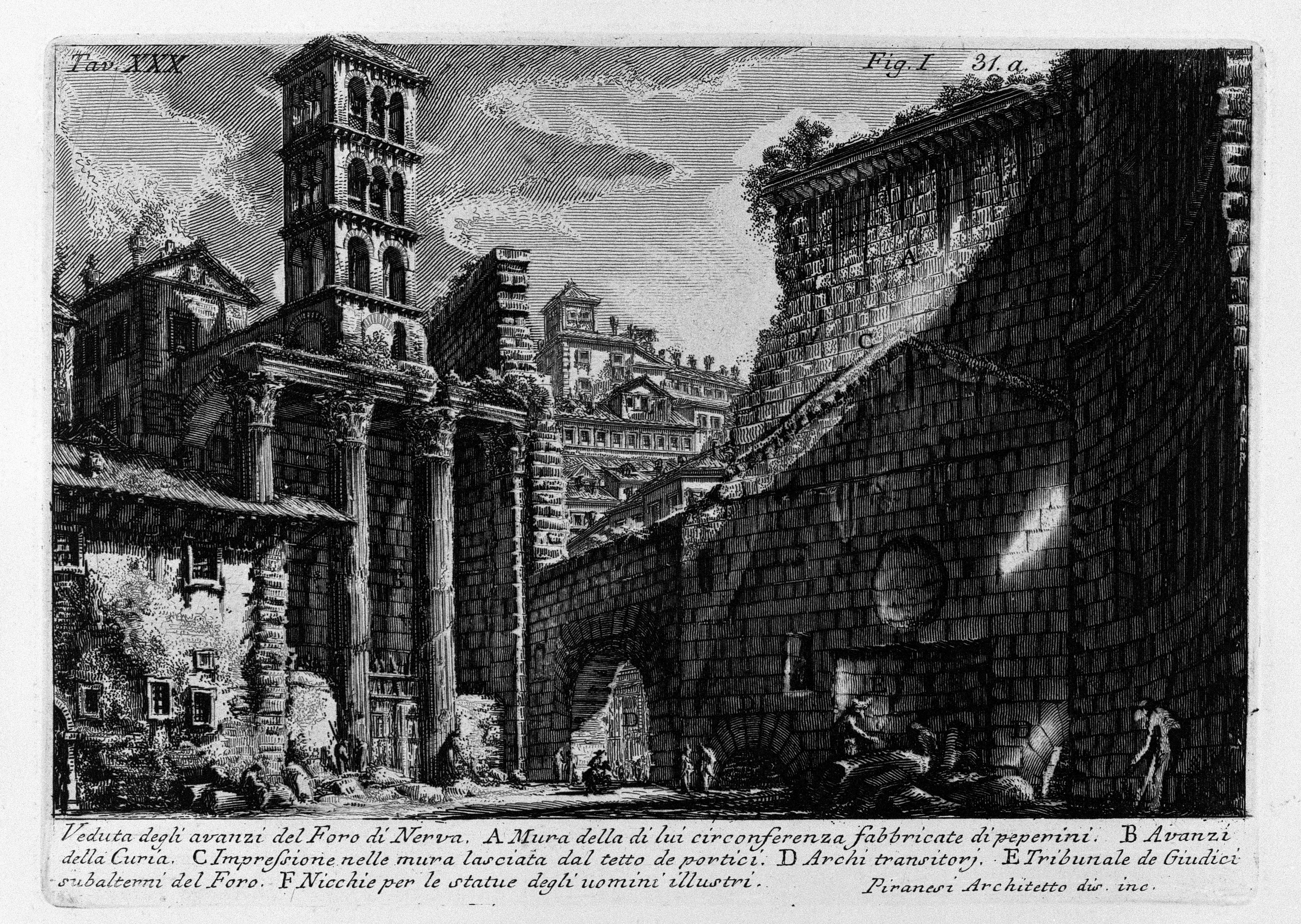
Il tempio di Marte con il campanile dei Basiliani e l'Arco dei Pantani in una veduta di Piranesi del 1756. Si noti la denominazione Foro di Nerva

Gli elevati del Foro di Augusto e del tempio di Marte erano caduti almeno in parte, presumibilmente, già a partire dai terremoti del V secolo; gli spazi interrati, impaludati e pieni di rovine che ne risultarono furono individuati, durante il medioevo, con diversi e approssimativi nomi: Foro transitorio, Foro di Nerva e Foro di S. Basilio per lo spazio del Foro, e Palatium Traiani Imperatoris o tempio di Nerva per il tempio di Marte Ultore. Il nome "Foro di S. Basilio" fa riferimento ai primi insediamenti medioevali nel Foro, costituiti da una piccola chiesa intitolata a san Basilio e relativo monastero, costruiti nel IX secolo dai monaci basiliani sul podio del Tempio di Marte Ultore e sull'esedra settentrionale del Foro.
La chiesa dei Basiliani era un piccolo oratorio, costruito nell'abside del tempio di Marte, che si può immaginare inizialmente destinato all'uso del monastero, in quanto privo di aperture nel muro della Suburra a cui si addossava, fondato su murature a sacco scavate nei materiali che si erano accumulati sulla platea del tempio antico. Successivamente il piano pavimentale della chiesa fu abbassato fino al livello del pavimento antico, e nella muraglia venne praticata un'apertura che consentiva l'accesso dalla strada. Non si sa quando, la chiesa era stata dotata anche di un campanile, costruito sull'architrave che ancor oggi unisce le tre colonne del tempio rimaste in piedi, e sulla muratura superstite della cella templare, in luogo del secondo piano colonnato del tempio di Marte.
La struttura dei Basiliani è ricordata tra le 20 abbazie di Roma nel catalogo di Pietro Mallio, nel XII secolo.

### La casa dei Cavalieri di san Giovanni
Dal XIII secolo la chiesa e il monastero dei Basiliani passarono in possesso degli ospitalieri i Cavalieri di san Giovanni. Di questo passaggio non si conoscono i modi e i tempi esatti, ma il Catalogo di Torino nell'elenco delle chiese di Roma redatto attorno al 1320 indica:
203. Ecclesia sancti Basilii habet fratres hospitalis sancti Johannis 11.
204. Hospitale ipsorum fratrum ibidem habet 1 servitorem.
Con lo scioglimento e la dispersione dei Cavalieri templari, gli Ospedalieri ne ereditarono ed incamerarono gran parte delle proprietà, nel 1312, il Priorato romano dell'Ordine si stabilì definitivamente a san Basilio, utilizzando come sede il cosiddetto palatium vetus, cioè il monastero basiliano. Risale al 1334 il più antico inventario delle proprietà dei Giovanniti (il Liber Prioratus Urbis S. Johannis Jerosol.). Interessa qui notare che, a parte i fondi rustici, il priorato possedeva 3 farmacie e 23 case nelle sue strette vicinanze, tra la Torre dei Conti e la Torre delle Milizie, coerentemente con le logiche immobiliar-militari dell'epoca, che tendevano a raggruppare le costruzioni civili e religiose all'ombra, per così dire, di castelli che potessero controllare e difendere il territorio circostante.
La fabbrica della Casa (che nella pianta è evidenziata sotto il numero 122) fu radicalmente modificata quando al Priore dell'Ordine Giovanni Battista Orsini fu affiancato come amministratore con vasti poteri Marco Barbo, cardinal nipote del papa veneziano Paolo II Barbo. Il cardinale procedette, tra il 1467 e il 1470, alla radicale ristrutturazione che diede all'edificio l'aspetto che oggi vediamo, ripristinato con le demolizioni del quartiere alessandrino degli anni trenta e il successivo restauro.
La nuova costruzione riutilizzò le strutture di un manufatto monumentale, convenzionalmente detto "terrazza domizianea" dai bolli laterizi che vi furono identificati. L'edificio antico, corrispondente alla facciata del priorato verso campo Carleo, è stato interpretato come residuo di una fontana monumentale alimentata dall'acquedotto Marcio, eretta nel punto in cui l'acquedotto diramava verso il Campidoglio, ma che non fu probabilmente mai completato in quanto venne inglobato nella testata del portico orientale del Foro di Traiano. Ad esso pertiene la scalinata (ancora visibile nella parte superiore, dalla loggia), che è stata parzialmente conservata.
I lavori furono realizzati contemporaneamente a quelli per l'edificazione del vicino palazzo Barbo, e usufruirono presumibilmente, almeno in parte, delle stesse maestranze. L'opera fu condotta con larghezza di mezzi e nel gusto quattrocentesco che ancora si nota nelle finestre (assai simili, quelle su campo Carleo, a quelle del Palazzo di Venezia) e nella grande loggia, dalle pareti riccamente affrescate con immagini di giardini.

### Il convento delle suore domenicane Neofite
L'avanzata degli Ottomani e la perdita dell'isola di Rodi nel 1522 ridussero di molto la potenza e le proprietà dell'ordine in Roma. I Priori non furono più scelti, neppure formalmente, tra i cavalieri della milizia gerosolimitana e il Priorato dell'ordine divenne una Commenda cardinalizia, che incamerò i residui beni degli Ospedalieri. Così nel 1566, un secolo dopo i lavori del Barbo, il "cardinal nepote" del già inquisitore Pio V, Michele Bonelli detto l'Alessandrino, trasferì la sede del Priorato all'Aventino, iniziando nella zona del Foro di Augusto, assai centrale rispetto all'assetto urbanistico della città dell'epoca, una vasta operazione immobiliare che, con il risanamento dei pantani che l'occupavano, diede vita al nuovo quartiere che occupava lo spazio tra il muro della Suburra e le pendici del Campidoglio e da lui prese nome.
E siccome a Roma la cura del mattone poteva ben conciliarsi con la cura delle anime, Pio V insediò nell'antico priorato un convento di suore domenicane Neofite, così dette per avere la missione di convertire al cattolicesimo le fanciulle ebree
Le suore ampliarono e ridedicarono la chiesa all'Annunziata. Tamponarono inoltre gli archi della grande loggia verso il foro, ricavandone due piani di dormitori. Di queste modifiche restano evidenti le tracce, verso i Fori, nei segni d'appoggio dei tetti al grande muro della Suburra, e verso via Tor de' Conti nelle finestre e portali che vi furono ricavati.
Il campanile fu poi demolito per ragioni statiche, non senza polemiche in quanto edificio cultuale, nel 1838. Le suore vi restarono fino al 1924, anno in cui furono trasferite nel nuovo convento a san Martino ai Monti.

### Il restauro
Il convento fu infine demolito nel 1930, e l'edificio divenne proprietà del Comune di Roma, che provvide ai restauri tra il 1940 e il '50, riassegnandolo subito dopo la guerra all'Ordine di Malta.